# All the Best Cowboys Have Daddy Issues (Lost)
All the Best Cowboys Have Daddy Issues é o décimo primeiro episódio de Lost. É o décimo primeiro episódio da primeria temporada da série. Foi dirigido por Stephen Williams e escrito por Javier Grillo-Marxuach. Foi ao ar originalmente em 8 de Dezembro de 2004, pela ABC. O episódio foca o flashback em Jack Shephard.

## Sinopse
Ethan rapta Claire e Charlie. Jack, Locke, Kate e Boone partem numa expedição para resgatá-los. O grupo de busca se divide. Jack e Kate encontram Charlie quase morto, ao passo que Locke e Boone acham uma misteriosa escotilha no chão da floresta. Jack lembra de um problema com seu pai, envolvendo um erro médico dele devido ao abuso de bebidas alcoólicas.